# Ganaxolone
Il ganaxolone (INN, anche noto come CCD-1042) è un farmaco steroideo correlato all'allopregnanolone avente effetti sedativo, ansiolitico e anticonvulsivo.
È un modulatore allosterico positivo potente e selettivo del recettore GABAA.
Il ganaxolone protegge dalle crisi convulsive in diversi modelli animali, inclusi i modelli di innesco "a 6 Hz" e dell'amigdala
A differenza delle benzodiazepine, non c'è alcuna tolleranza negli effetti anticonvulsivi del ganaxolone.
Si tratta di un analogo sintetico 3β-metilato dell'allopregnanolone, un metabolita del progesterone ed appartiene a una classe di composti noti come neurosteroidi, che includono alcuni metaboliti del progesterone e del deoxycorticosterone. Essi si legano in modo potente e specifico ai recettori GABAA per potenziarne gli effetti inibitori, ed è quindi noto che dimostrano proprietà ansiolitiche, analgesiche, anticonvulsivanti, sedative, ipnotiche e anestetiche.
Il ganaxolone, simile ai suoi controparti endogeni, è quindi un composto modulatore allosterico positivo dei recettori GABAA. È stato approvato dalla FDA degli Stati Uniti nel marzo 2022 per il trattamento delle crisi convulsive associate alla sindrome da deficienza di CDKL5 (CDD), diventando il primo trattamento approvato dalla FDA specificamente indicato per la CDD.

## Farmacologia

### Indicazione d'uso
Indicato per il trattamento delle crisi convulsive associate alla sindrome da deficienza del CDKL5 (CDD) in pazienti di età ≥2 anni.

### Farmacodinamica
Come altri neurosteroidi, non possiede un'attività ormonale classica e sembra invece esercitare i suoi effetti direttamente tramite la modulazione dei recettori GABAA. Come altri farmaci antiepilettici, il ganaxolone è stato associato a una significativa sonnolenza e sedazione sconsigliando ai pazienti l'uso di macchinari pesanti o ad esempio, la guida. Inoltre, i farmaci antiepilettici possono aumentare il rischio di comportamento e ideazione suicidari, anche se questo rischio non è stato documentato direttamente nei pazienti che assumono ganaxolone. Nel valutare la terapia con ganaxolone, i clinici dovrebbero bilanciare il rischio di pensieri o comportamenti suicidari con il rischio di non trattare la malattia.
La pianificazione della somministrazione del farmaco ganaxolone è attualmente in fase di revisione da parte della Drug Enforcement Administration degli Stati Uniti, ma sembra presentare un certo potenziale di abuso. I clinici dovrebbero considerare la valutazione di una storia di abuso di sostanze quando decidono di iniziare la terapia con ganaxolone.

### Meccanismo d'azione
Ganaxolone appartiene a una nuova classe di neurosteroidi noti come "epaloni", che sono potenti e specifici modulatori alosterici positivi dei recettori γ-amino butirrico tipo A (GABAA) nel sistema nervoso centrale (SNC). Si lega ai recettori GABAA in uno dei vari siti di legame potenziali, tutti distinti dal sito di legame delle benzodiazepine. Potenziando gli effetti inibitori dei recettori GABAA, i neurosteroidi endogeni ed esogeni sono stati associati ad effetti ansiolitici, sedativi e anticonvulsivanti, tra gli altri.
Sebbene il meccanismo preciso di azione di ganaxolone nel trattamento delle crisi convulsive associate a CDD sia sconosciuto, i suoi effetti anticonvulsivanti sono probabilmente dovuti alla modulazione alosterica positiva dei recettori GABAA.

### Assorbimento
Dopo l'amministrazione orale, le concentrazioni plasmatiche massime di ganaxolone vengono raggiunte entro 2-3 ore.

#### Volume di distribuzione
Sia il ganaxolone che i suoi metaboliti sono ampiamente distribuiti nei tessuti dopo l'amministrazione orale, con un tipico rapporto tessuto-plasma superiore a 5:1.

#### Legame proteico
Il ganaxolone mostra un legame con le proteine sieriche per circa il 99%.

### Metabolismo
Viene ampiamente metabolizzato, principalmente da CYP3A4/5 e, in misura minore, da CYP2B6, CYP2C19 e CYP2D6. Sebbene manchino dati specifici sul metabolismo del ganaxolone, è stato identificato un metabolita 16-OH generato attraverso il metabolismo del CYP3A4 come uno dei principali metaboliti.

#### Via di eliminazione
Dopo somministrazione di una singola dose orale di ganaxolone radiomarcato in soggetti maschi sani, il 55% della radioattività somministrata è stato recuperato nelle feci (2% come farmaco madre inalterato) e l'18% è stato recuperato nelle urine (nessuno dei quali comprendeva il farmaco madre inalterato).

#### Emivita
L'emivita terminale del ganaxolone è di 34 ore.

#### Clearance
I dati riguardanti la crearance del farmaco non sono attualmente disponibili.

### Tossicità
L'esperienza di sovradosaggio di ganaxolone è limitata a un singolo rapporto di un sovradosaggio accidentale in un paziente pediatrico, nel quale il paziente ha ricevuto una dose dieci volte superiore alla dose prescritta. Il paziente è stato ospedalizzato per valutazione e si è ripreso. Non sono disponibili informazioni specifiche riguardo al trattamento del sovradosaggio di ganaxolone: i pazienti sospettati di sovradosaggio devono essere attentamente monitorati e ricevere le cure di supporto standard.